# Vararia
Vararia is een geslacht van schimmels behorend tot de familie Peniophoraceae. Het geslacht werd voor het eerst in 1898 beschreven door de mycoloog Petter Adolf Karsten.

## Soorten
Volgens Index Fungorum telt dit geslacht 70 soorten (peildatum december 2022):
| Soortnaam                                     | Auteur(s)                              | Publicatiejaar |
| --------------------------------------------- | -------------------------------------- | -------------- |
| Vararia abortiphysa                           | Boidin & Lanq.                         | 1976           |
| Vararia alticola                              | Corner & Boidin                        | 1984           |
| Vararia ambigua                               | Boidin, Lanq. & Gilles                 | 1980           |
| Vararia amphithallica                         | Boidin, Lanq. & Gilles                 | 1980           |
| Vararia amurensis                             | (Parmasto) Nakasone                    | 2015           |
| Vararia athabascensis                         | Gilb.                                  | 1970           |
| Vararia aurantiaca                            | Boidin & Lanq.                         | 1976           |
| Vararia bispora                               | S.L. Liu & S.H. He                     | 2016           |
| Vararia boidiniana                            | Duhem & Buyck                          | 2012           |
| Vararia breviphysa                            | Boidin & Lanq.                         | 1976           |
| Vararia brevispora                            | S.S. Rattan                            | 1977           |
| Vararia calami                                | Boidin & Lanq.                         | 1976           |
| Vararia callichroa                            | Boidin, Gilles & Lanq.                 | 1988           |
| Vararia calospora                             | (Rick) Baltazar & Rajchenb.            | 2016           |
| Vararia cinnamomea                            | Boidin, Lanq. & Gilles                 | 1984           |
| Vararia cremea                                | Boidin, Lanq. & Gilles                 | 1980           |
| Vararia cremeoavellanea                       | Pouzar                                 | 1982           |
| Vararia cunninghamii                          | Boidin & Lanq.                         | 1976           |
| Vararia dussii                                | Boidin & Lanq.                         | 1977           |
| Vararia ellipsospora                          | G. Cunn.                               | 1955           |
| Vararia fibra                                 | A.L. Welden                            | 1965           |
| Vararia firma                                 | Boidin                                 | 1967           |
| Vararia fusispora                             | G. Cunn.                               | 1955           |
| Vararia gallica (Grootsporig toverkorstje)    | (Bourdot & Galzin) Boidin              | 1951           |
| Vararia gillesii                              | Boidin & Lanq.                         | 1976           |
| Vararia gittonii                              | Boidin & Lanq.                         | 1975           |
| Vararia gomezii                               | Boidin & Lanq.                         | 1976           |
| Vararia gracilispora                          | Boidin & Lanq.                         | 1976           |
| Vararia hauerslevii                           | Boidin                                 | 1989           |
| Vararia incrustata                            | Gresl. & Rajchenb.                     | 1997           |
| Vararia insolita                              | Boidin & Lanq.                         | 1976           |
| Vararia intricata                             | Boidin & Lanq.                         | 1976           |
| Vararia investiens                            | (Schwein.) P. Karst.                   | 1898           |
| Vararia lacrimaspora                          | Boidin & Gilles                        | 1999           |
| Vararia lanquetiniana                         | Duhem & Buyck                          | 2012           |
| Vararia longicystidiata                       | Samita, Sanyal, Dhingra & Avn.P. Singh | 2012           |
| Vararia longispora                            | Boidin & Gilles                        | 1999           |
| Vararia luteopora                             | (Bondartsev) Singer                    | 1943           |
| Vararia maculosa                              | Boidin & Gilles                        | 1999           |
| Vararia malaysiana                            | Boidin & Lanq.                         | 1984           |
| Vararia maremmana                             | Bernicchia                             | 1992           |
| Vararia mediospora                            | Boidin, Lanq. & Gilles                 | 1980           |
| Vararia microhyphidia                         | Gilb. & Hemmes                         | 1997           |
| Vararia microphysa                            | Boidin & Lanq.                         | 1975           |
| Vararia minidichophysa                        | Boidin & Lanq.                         | 1976           |
| Vararia minispora                             | Boidin & Lanq.                         | 1977           |
| Vararia montana                               | S.L. Liu & S.H. He                     | 2016           |
| Vararia ochroleuca (Kleinsporig toverkorstje) | (Bourdot & Galzin) Donk                | 1930           |
| Vararia parmastoi                             | Boidin & Lanq.                         | 1984           |
| Vararia pectinata                             | (Burt) D.P. Rogers & H.S. Jacks.       | 1943           |
| Vararia perplexa                              | Boidin, Lanq. & Gilles                 | 1980           |
| Vararia phyllophila                           | (Massee) D.P. Rogers & H.S. Jacks.     | 1943           |
| Vararia pirispora                             | Boidin, Gilles & Lanq.                 | 1987           |
| Vararia protrusa                              | G. Cunn.                               | 1955           |
| Vararia racemosa                              | (Burt) D.P. Rogers & H.S. Jacks.       | 1943           |
| Vararia rhombospora                           | Boidin & Lanq.                         | 1977           |
| Vararia rosulenta                             | Boidin, Lanq. & MacKee                 | 1986           |
| Vararia rugosispora                           | Boidin, Lanq. & Gilles                 | 1980           |
| Vararia sigmatospora                          | Boidin, Gilles & Lanq.                 | 1987           |
| Vararia sinapicolor                           | Boidin & Gilles                        | 1999           |
| Vararia sphaericospora                        | Gilb.                                  | 1965           |
| Vararia spissata                              | Boidin & Gilles                        | 1999           |
| Vararia splendida                             | (Viégas) Boidin & Lanq.                | 1977           |
| Vararia strictospora                          | Boidin & Lanq.                         | 1999           |
| Vararia thujae                                | Boidin                                 | 1981           |
| Vararia trinidadensis                         | A.L. Welden                            | 1965           |
| Vararia tropica                               | A.L. Welden                            | 1965           |
| Vararia ubatubensis                           | (Viégas) Boidin & Lanq.                | 1977           |
| Vararia vassilievae                           | Parmasto                               | 1965           |
| Vararia verrucosa                             | Boidin                                 | 1967           |